# Amedeo Nazzari

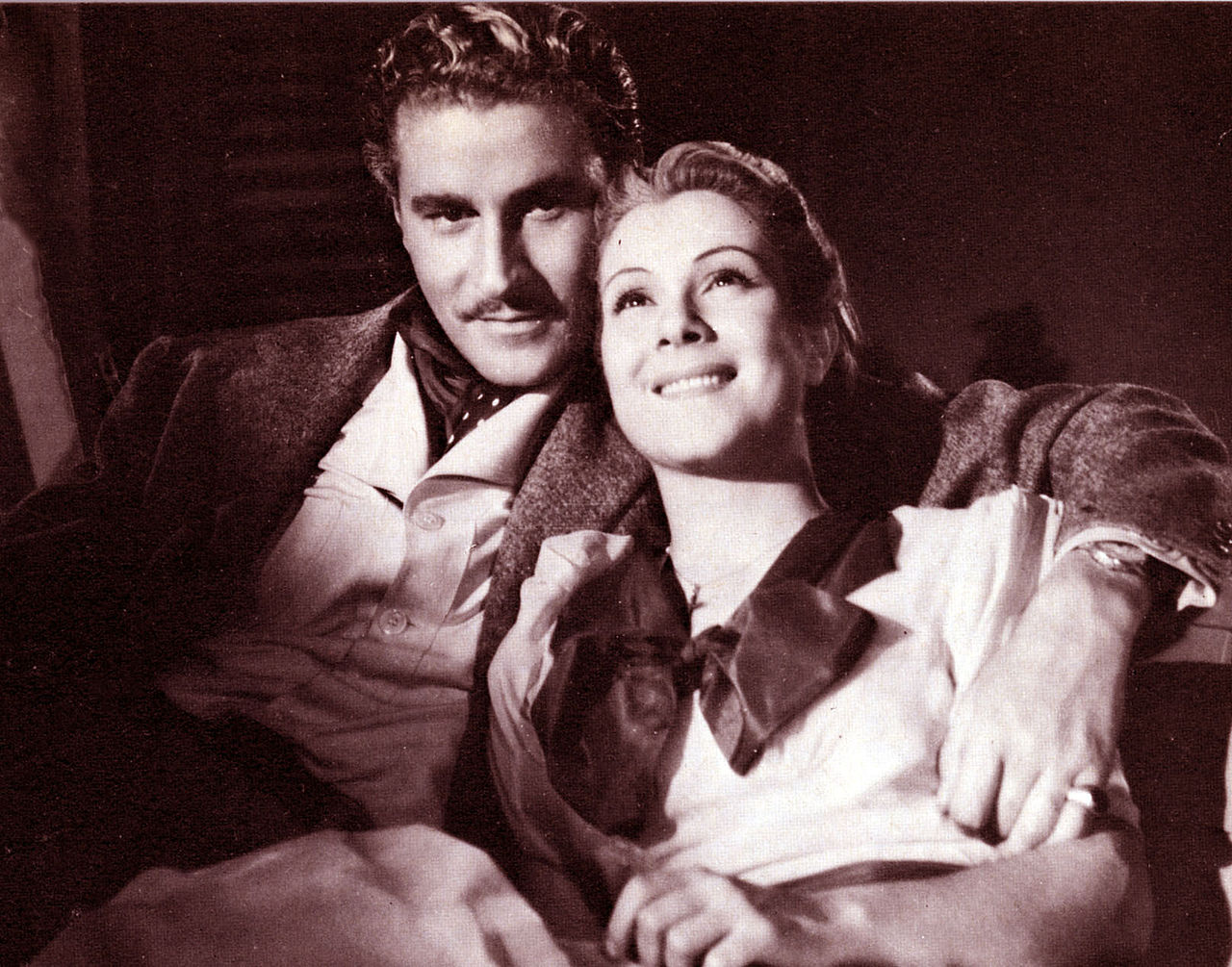
Amedeo Nazzari şi Lilia Silvi în 1943

Amedeo Nazzari (născut Amedeo Carlo Leone Buffa la 10 decembrie 1907 în Cagliari - d. 7 noiembrie 1979 în Roma) a fost un actor italian de film, foarte popular în Italia și România.

## Filmografie
- 1946 Banditul (Il bandito), regia Alberto Lattuada
- 1947  Fata căpitanului (La figlia del capitano), regia Mario Camerini
- 1953 Anna Zaccheo, regia Giuseppe De Santis (Un marito per Anna Zaccheo)
- 1957 Nopțile Cabiriei	(Le notti di Cabiria), regia Federico Fellini
- 1961 Frații corsicani (I fratelli corsi), regia Anton Giulio Majano
- 1968 Columna, regia Mircea Drăgan
- 1969 Clanul sicilienilor (Le clan des siciliens), regia Henri Verneuil